# La Clayette
La Clayette ist eine französische Gemeinde mit 1596 Einwohnern (Stand 1. Januar 2022) im Département Saône-et-Loire in der Region Bourgogne-Franche-Comté. Sie gehört zum Arrondissement Charolles und zum Kanton Chauffailles. Die Bewohner werden Clayettois und Clayettoises genannt.
Die Gemeinde erhielt 2022 die Auszeichnung „Drei Blumen“, die vom Conseil national des villes et villages fleuris (CNVVF) im Rahmen des jährlichen Wettbewerbs der blumengeschmückten Städte und Dörfer verliehen wird.

## Geographie
Die Stadt liegt im Brionnais. Sie befindet sich 85 km nördlich von Lyon, 50 km westlich von Mâcon und 25 km südlich von Paray-le-Monial. Nachbargemeinden von La Clayette sind Curbigny, Varennes-sous-Dun, La Chapelle-sous-Dun und Baudemont.
Der Fluss Sornin verläuft am südlichen Rand der Stadt und  mündet bei Pouilly-sous-Charlieu in die Loire.

## Geschichte
Der Ort wurde 1435 von der Familie Chantemerle gegründet.

### Bevölkerungsentwicklung
| Jahr      | 1962 | 1968 | 1975 | 1982 | 1990 | 1999 | 2009 | 2016 |
| Einwohner | 2173 | 2530 | 2845 | 2669 | 2307 | 2069 | 1885 | 1677 |

## Verkehr
Mit dem Regionalbahnhof La Clayette-Baudemont verfügt die Stadt über eine direkte Bahnverbindung mit Paray-le-Monial (20 Minuten) und Lyon (1h20). Der Bahnhof Le Creusot TGV befindet sich 65 km nördlich von La Clayette. Von dort benötigt der TGV nach Paris 81 Minuten.
Die Stadt ist über die Departementstraßen D985 und D987 an das Landstraßennetz angebunden.
Der Flugplatz Saint-Yan befindet sich 30 km entfernt. Der nächste internationale Flughafen ist Lyon Saint-Exupéry.

## Kultur und Sehenswürdigkeiten
- Schloss La Clayette, 14.–19. Jahrhundert, seit 1946 in Teilen als Monument historique klassifiziert, seit 1950 in weiteren Teilen, restliche Teil schließlich seit 2002 eingeschrieben
- Kapelle Sainte-Avoye im gotischen Stil, erbaut im 15. Jahrhundert, seit 1940 als Monument historique eingeschrieben
- Place des Fossés. Der Brunnen wurde 2014 erbaut.

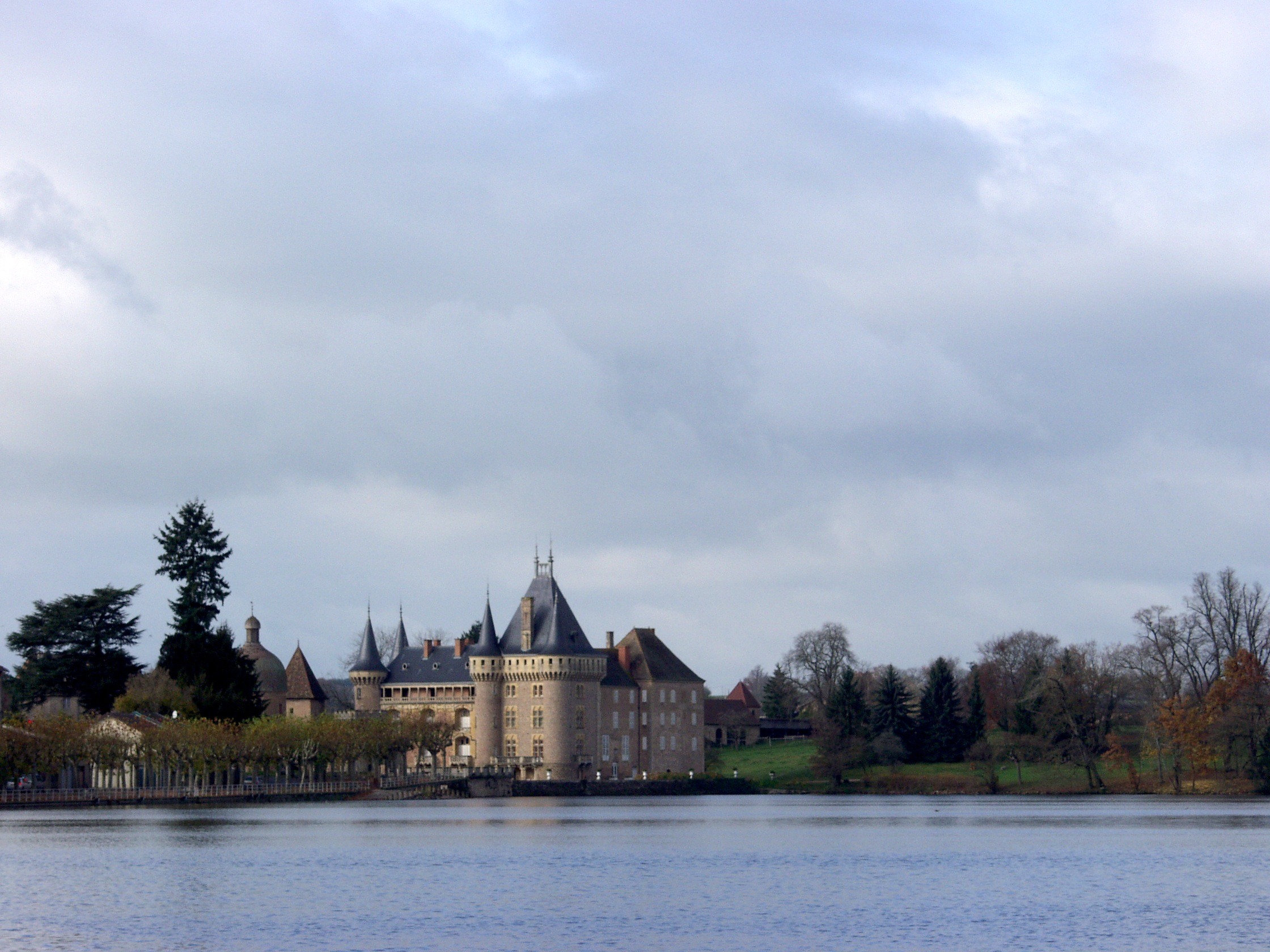
Schloss und See von La Clayette
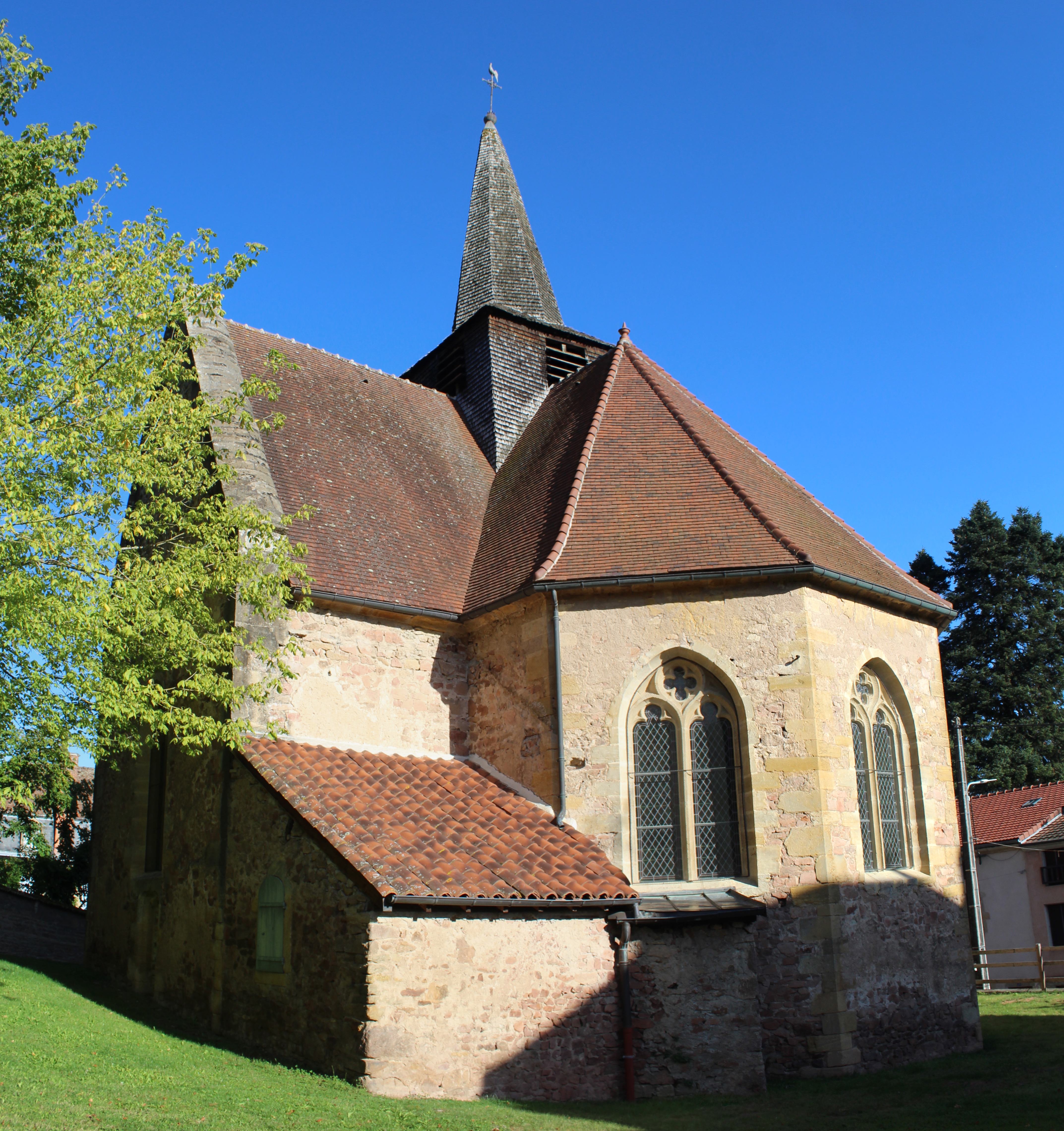
Kapelle Sainte-Avoye

## Politik und Verwaltung
2020 wurde Christian Lavenir zum Bürgermeister gewählt.

## Partnergemeinden
La Clayette unterhält mit folgenden Gemeinden Partnerschaften:
- Göllheim, Deutschland, seit 1977
- Marano Equo, Italien, seit 1991

## Persönlichkeiten
- Jean-Claude Delamétherie (1743–1817), französischer Naturwissenschaftler, Mineraloge, Geologe und Paläontologe, geboren in La Clayette
- André Néron (1922–1985), französischer Mathematiker, geboren in La Clayette
- Marie-Aimée Gaillard (1883–1970) und Clotilde Gaillard (1907–2008), geboren in La Clayette, Angehörige der Résistance im Zweiten Weltkrieg, von Yad Vashem als Gerechte unter den Völkern ausgezeichnet[5]